# Anales de Metz
Los Anales de Metz (en latín: Annales Mettenses) son un conjunto de anales carolingios latinos que abarcan el período de la historia de los francos transcurrida desde la victoria de Pipino II en la batalla de Tertry (687) hasta la fecha del escrito (c. 806). Aunque los anales cubren eventos posteriores al 806, estas secciones no son escritos originales, sino que son adiciones tomadas de otros textos y anexadas a los anales originales en los siglos IX y XII.
Los anales son claramente pro-carolingios, trazando el ascenso de esta dinastía desde Pipino de Heristal hasta Carlomagno y más allá; se considera una historia familiar de la dinastía carolingia.

## Manuscritos
Hay dos manuscritos principales, además de la evidencia fragmentada, que contienen los Anales de Metz. Ambos manuscritos incluyen texto de fuentes adicionales.

### Annales Mettenses posteriores
El título Anales de Metz es una adición moderna y deriva del título dado por André Duchesne para el manuscrito que publicó en 1626: Annales Francorum Mettenses, anales de Metz sobre los francos, con la colección más grande de manuscritos titulada Historia Francorum Scriptores coaetanei. Duchesne creía que el texto fue escrito en la Abadía de Saint-Arnould en Metz, donde se encontró el manuscrito que utilizó. La versión publicada por Duchesne se conoce actualmente como Annales Mettenses posteriores. La colección original que publicó Duchesne, en la que se encontraron los Primeros Anales de Metz, se compiló en el siglo XII e incluye material de muchas fuentes, lo que permite que su narrativa se extienda desde los legendarios orígenes troyanos hasta la historia franca hasta el año 904.

### Annales Mettenses priores
En 1895, Karl Hampe descubrió un manuscrito completo en la biblioteca de la catedral de Durham que formó la base de los Annales Mettenses priores, o los primeros Anales de Metz. Esta fuente original habría sido utilizada como fuente por los anales posteriores y se había considerado perdida desde el descubrimiento de los Anales posteriores de Metz.
Los anales incluyen entradas año tras año para los años 687–830, y los historiadores Paul J. Fouracre y Richard A. Gerberding los han dividido en tres secciones, todas las cuales muestran vínculos claros con textos anteriores y otros contemporáneos, como los Annales Regni Francorum (ARF) y las continuaciones de Chronicle of Fredegar.
Primera sección
La primera sección, 687–805, fue escrita en 806 por un autor singular. Con adiciones menores propias, toman prestado de las continuaciones de la Crónica de Fredegar exclusivamente hasta 742, desde cuyo punto en adelante hasta 768 el autor incluye adiciones de los ARF. Desde 768 hasta 802, los anales toman prestados principalmente de los ARF y para 803-5, el autor crea su propio material original.
Segunda sección
El segundo, 806–829, está extraído casi literalmente de los ARF y agrega muy poco más allá del texto copiado.
Tercera sección
La tercera y última sección es una sola entrada larga para 830 agregada en una fecha posterior por otro autor desconocido.

## Composición
La composición de los Annales Mettenses priores ha sido objeto de debate, y la creencia predominante apoya la afirmación de Rosamond McKitterick, basándose en los argumentos anteriores de Janet Nelson, que los anales se crearon bajo la jurisdicción de Gisela, abadesa de Chelles y hermana de Carlomagno en Abadía de Chelles en 806, o un instituto monástico similar en St. Denis en París. El argumento monástico se basa en evidencia de los anales que menciona posesiones de tierras alrededor de St. Denis y el entierro de la reina Betrada en St. Denis en 783, sin embargo, también existe evidencia similar, como la mención de Chelles dos veces. La evidencia más convincente se basa en el hecho de que la fuente mantiene un fuerte enfoque real procarolingio, haciendo cualquier participación y 'dirección', como ha sugerido Jennifer R. Davis, de Gisela, un exmiembro de la familia real. y relación contemporánea con la realeza, una conclusión lógica.
Sin embargo, Paul J. Fouracre y Robert A, Gerberding cuestionan la influencia de Gisela, o cualquier dirección femenina dentro del convento de Chelles, en la composición, por lo que consideran más probable que el autor perteneciera al monasterio de Metz. Argumentan que la autora "habría sido misógina" por la forma en que describe a Plectruda, la esposa de Pipino II que se opuso a Carlos Martel, y la condenó por "un plan femenino" que presentaba "la astucia femenina más cruelmente de lo necesario".

## Historiografía
Los Annales Mettenses priores se han utilizado en la historiografía medieval como evidencia de la reescritura carolingia de la historia merovingia, así como en la exploración de la mitología que los historiadores carolingios intentaron crear para justificar su legitimidad para gobernar. Los historiadores Roger Collins y Rosamond McKitterick han hecho particular nota de los esfuerzos mostrados en los Annales para intentar demostrar legitimidad rastreando la ascendencia noble a través de los Pípinidas, y un excelente ejemplo de esto señalado por Paul Fouracre es el historia de Pipino de Herstal y su conflicto con Gundoin al comienzo de los Annales. Esta historia no se encuentra en ninguna otra fuente escrita, y a menudo se cita de los Annales simplemente debido a su naturaleza única.
Este incidente es el más antiguo que registra Annales; describe el asesinato de Gundoin por Pipino probablemente en la década de 670. Gundoin supuestamente asesinó al padre de Pipino, Ansegisel, y luego Pipino, cuando era mayor de edad, localizó y mató a Gundoin, y tomó el poder en Austrasia. Según los Annales, que es también la fuente más antigua de la narrativa del "declive" merovingio, y ofrece una base sobre la cual el eventual ascenso al trono de los carolingios es legítimo. Luego de conquistar la Alsacia de Gundoin, Pipino está preparado para actuar, ya que el rey Teoderico III, según los Annales, se había vuelto opresor e injusto, lo que obligó a Pipino a invadirlo y derrotarlo en la gran batalla de Tertry en 687. A partir de entonces, nos dicen, Pipino tomó las riendas del reino a pesar de que supervisó la sucesión de los hijos de Teoderico. Como argumenta Fouracre, esta fuente demuestra cómo los historiadores carolingios, y posiblemente los escritos que tenían conexiones con las cortes reales, intentaban activamente embellecer la historia y el linaje carolingio para establecer aún más su afirmación.